# 北京电影学院
北京电影学院，简称北电，是中华人民共和国一所专门培养电影专业人才的普通高等学校。该校和中央戏剧学院、上海戏剧学院并列中国大陆三大培养戏剧影视艺术人才的学校。

## 历史

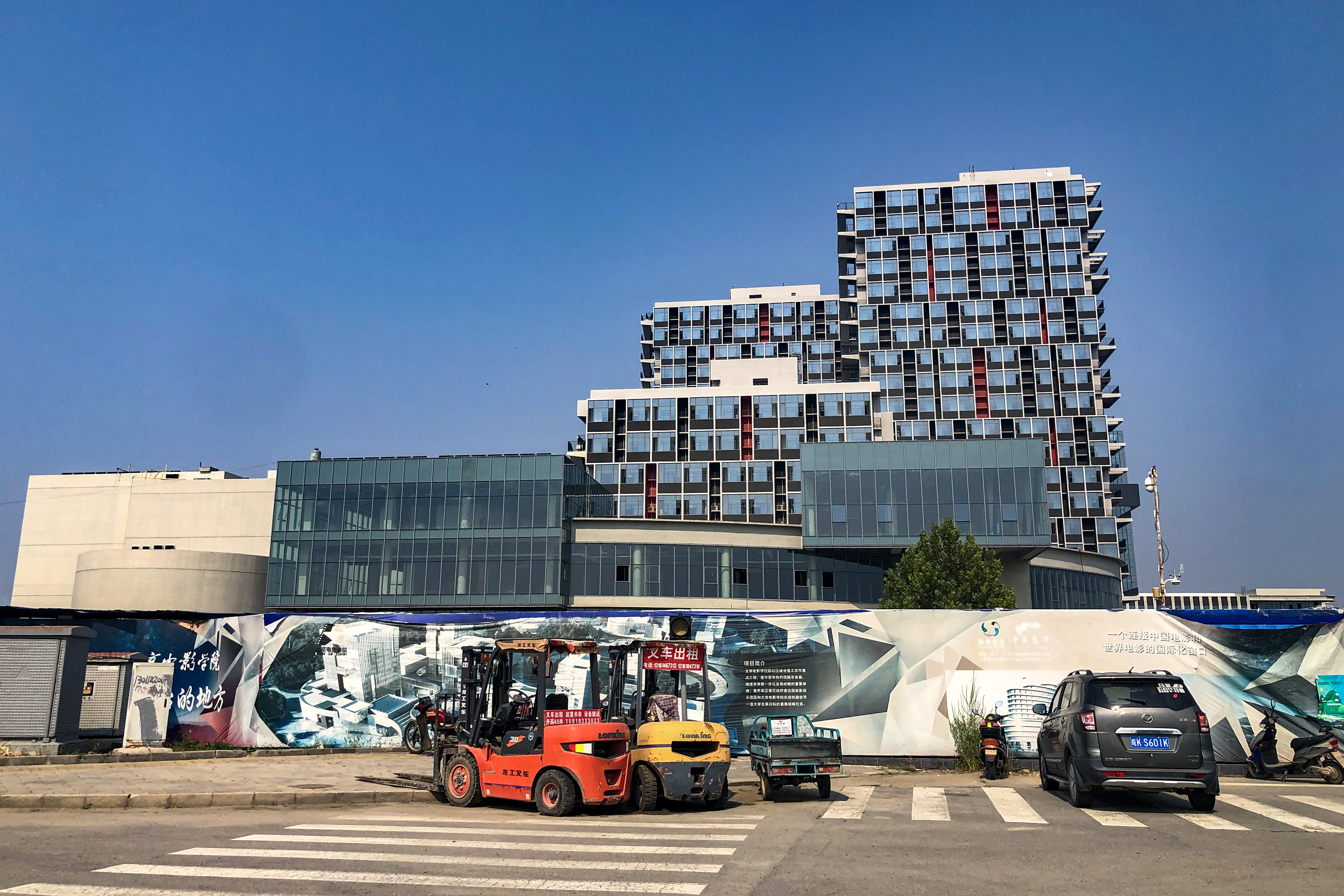
建设中的北影怀柔校区

北京电影学院是中国电影艺术的摇篮，系出多源，最早的历史渊源可以追溯到1936年孙明经开创中国电影高等教育在金陵大学首创的电影与播音专修科；最早的独立建制是1950年5月创建的由陈波儿任所长的中国中央文化部电影局表演艺术研究所。1951年7月，表演艺术研究所改名为中央文化部电影局电影学校，校长白大方。1952年，电影学校和南京金陵大学电影与播音专修科以及苏南文化教育学院电化教育专修科、苏州美术专科学校动画专修科合并为新的电影学校。1953年3月，改名为北京电影学校。1956年6月1日，北京电影学校改制为北京电影学院。 
1960年，北京电影工程学院并入北京电影学院，建立北京电影学院电影工程系。1963年，上海电影专科学校撤销，并入北京电影学院电影美术系。1966年文化大革命开始后电影教育陷于中断状态，电影学院一度与其他艺术院校合并为中央五七艺术大学，校址迁至京郊朱辛庄。1977年恢复原建制北京电影学院。直到1986年北京电影学院才正式迁至现校址北京市海淀区蓟门桥北西土城路4号。
1978年，学院恢复了本科生招生，该届学生在1982年成为北京电影学院首批被授予学士学位的毕业生，在这以后的三十多年所培养的各个专业的众多学生，成为了中国乃至世界著名的电影人，为中国电影在全世界的影响做出了重要的贡献。
该院自1984年开始招收攻读硕士学位研究生；2003年被中华人民共和国国务院学位委员会批准为博士学位授予单位，从2004年开始招收博士研究生。
2016年12月25日，北京电影学院怀柔新校区在怀柔区杨宋镇举行开工仪式，新校区占地面积约667亩, 总投资约28亿元。建成后，学校将以金像星光、华表凌云、金鸡啼晓、金爵抱月、金马奔腾、百花齐开六大电影奖项对校园进行景观设计，首期工程预计将于2019年投入使用。北京电影学院将整体搬迁至新校区，正在研究腾退方案。

## 招生
北京电影学院是中国高等艺术院校入学淘汰率最高的几所学校之一。2018年报考人数达4.5万余人次，计划招生只有不到500人，淘汰率約99%。
考生将通过一至多轮测试拿到“文化考试通知书”，再通过高考方可最终被北影录取。

## 院系设置
2018年1月20日查阅自官网

| - 戏剧影视文学专业 - 电影剧作方向 - 影视文化传播方向（仅限研究生教学） - 电影创意与策划方向 - 导演专业 - 故事片导演 - 纪录片导演 - 剪辑 - 摄影专业 - 故事片摄影 - 纪录片摄影 - 科教片摄影 - 影视照明 - 电影制作 - 多媒体影像创作 - 戏剧影视美术设计专业 - 电影美术设计 - 电影特技设计 - 电影（电视）虚拟空间设计 - 影视化妆 - 广告制作专业 - 影视广告导演 - 录音专业 - 电影录音 - 音乐制作 - 声音特效 - 数字媒体 | - 公共事业管理专业 - 影视制片 - 发行放映 - 文化经纪人 - 院线经营管理 --《北京电影学院学报》编辑部 - 戏剧影视文学专业 - 电影理论 - 电影批评 - 影视创作学 - 影视技术 - 数字媒体技术 - 表演专业 - 表演创作 - 配音 - 表演教育 - 动画专业 - 动画 - 动漫画设计 - 计算机图形图像 - 三维电脑动画 - 戏剧影视文学专业 - 动漫策划方向 | - - 摄影专业 - 图片摄影 - 商业摄影 - 媒体影像制作方向 - 表演专业 招收各个专业的高职（大专）学生。(2009年因校址等原因暂时停止招生) 主要负责各类外国留学生和港澳台学生的招生、教学和管理工作。下设办公室、电影教研室和汉语教研室等三个部门。 - 数字媒体艺术专业 | - 表演专业 - 影视表演 - 节目主持人 - 影视模特 - 戏剧影视文学专业 - 剧作 - 导演专业 - 影视导演 - 影视节目制作 - 编导 - 摄影专业 - 电视摄像 - 图片摄影 - 戏剧影视美术设计专业 - 影视美术设计 - 影视化妆 - 广告学专业 - 广告制作 - 动画专业 - 影视动画 招收、管理电影学学科各个研究方向的研究生。 负责全院各个层次学生的共同课教学。 - 社科教研组 - 体育教研组 - 外语教研组 - 文学系 - 导演系 - 表演系 - 摄影艺术及技术系 - 视觉艺术系 - 录音艺术及技术系 - 动漫艺术系 - 传媒管理系 |

## 教学辅助部门
- 影视实验中心
- 图书馆
- 青年电影制片厂（北京电影学院青年电影制片厂）
- 影视文化产业创新园
- 音像出版社

## 管理机构
| - 党委（学院）办公室 - 党委组织部（统战部 离退休工作办公室) - 党委宣传部 - 纪监审办公室 - 党委学生工作部 （学生处） | - 人事处 - 教务处 招生办 - 外事处 - 科研处 - 财务处 - 行政处 - 网络信息化处 - 国有资产管理办公室 - 保卫处（党委保卫部） - 基建处 - 培训管理中心 | - 工会 - 团委 |

## 历任院/校长
1. 陈波儿 1950-1951
2. 白大方 1951-1956
3. 王阑西 1956-1959
4. 章泯
5. 卢梦 1978-1982 代行院长职务
6. 成蔭 1980.10—1983.7[8]
7. 沈嵩生 1983.7—1992
8. 刘国典 1992—1997
9. 王凤生 1997—2002
10. 张会军 2003年—2016年12月[9]

## 著名校友及教师所获主要国际荣誉
香港電影金像獎
- 2015年第34屆香港電影金像獎最佳女主角得主趙薇，獲獎作品《親愛的》
- 2020年第39屆香港電影金像獎最佳女主角得主周冬雨，獲獎作品《少年的你》

柏林电影节
- 1988年第38届金熊奖得主张艺谋，获奖作品《红高粱》
- 1989年第39届特别奖银熊奖得主吴子牛，获奖作品《晚钟》
- 1990年第40届杰出个人成就奖银熊奖得主导演系教授谢飞，获奖作品《本命年》
- 1993年第43届金熊奖得主谢飞，获奖作品《香魂女》
- 1995年第45届视觉效果银熊奖得主李少红，获奖作品《红粉》
- 2000年第50届银熊奖得主张艺谋，获奖作品《我的父亲母亲》
- 2001年第51届评审团大奖银熊奖得主王小帅，获奖作品《十七岁的单车》
- 2005年第55届评审团大奖银熊奖得主顾长卫，获奖作品《孔雀》
- 2007年第57届金熊奖得主王全安，获奖作品《图雅的婚事》
- 2008年第58届最佳编剧奖银熊奖得主王小帅，获奖作品《左右》
- 2010年第60届最佳编剧奖银熊奖得主王全安，获奖作品《团圆》

威尼斯电影节
- 1991年第48届银狮奖得主张艺谋，获奖作品《大红灯笼高高挂》
- 1992年第49届金狮奖得主张艺谋，获奖作品《秋菊打官司》
- 1999年第56届金狮奖得主张艺谋，获奖作品《一个都不能少》
- 1999年第56届最佳导演奖得主张元，获奖作品《过年回家》
- 2006年第63届金狮奖得主贾樟柯，获奖作品《三峡好人》

坎城影展
- 1993年第46届金棕榈奖得主陈凯歌，获奖作品《霸王别姬》
- 1994年第45届评审团大奖得主张艺谋，获奖作品《活着》
- 2005年第58届评委会奖得主王小帅，获奖作品《青红》
- 2009年第62届最佳编剧奖得主文学系副教授梅峰，获奖作品《春风沉醉的夜晚》
- 2013年第66届最佳编剧奖得主贾樟柯，获奖作品《天注定》

## 争议
- 北京電影學院性侵事件
- 翟天临学术风波